# Fondachelli-Fantina
Fondachelli-Fantina – miejscowość i gmina we Włoszech, w regionie Sycylia, w prowincji Mesyna.

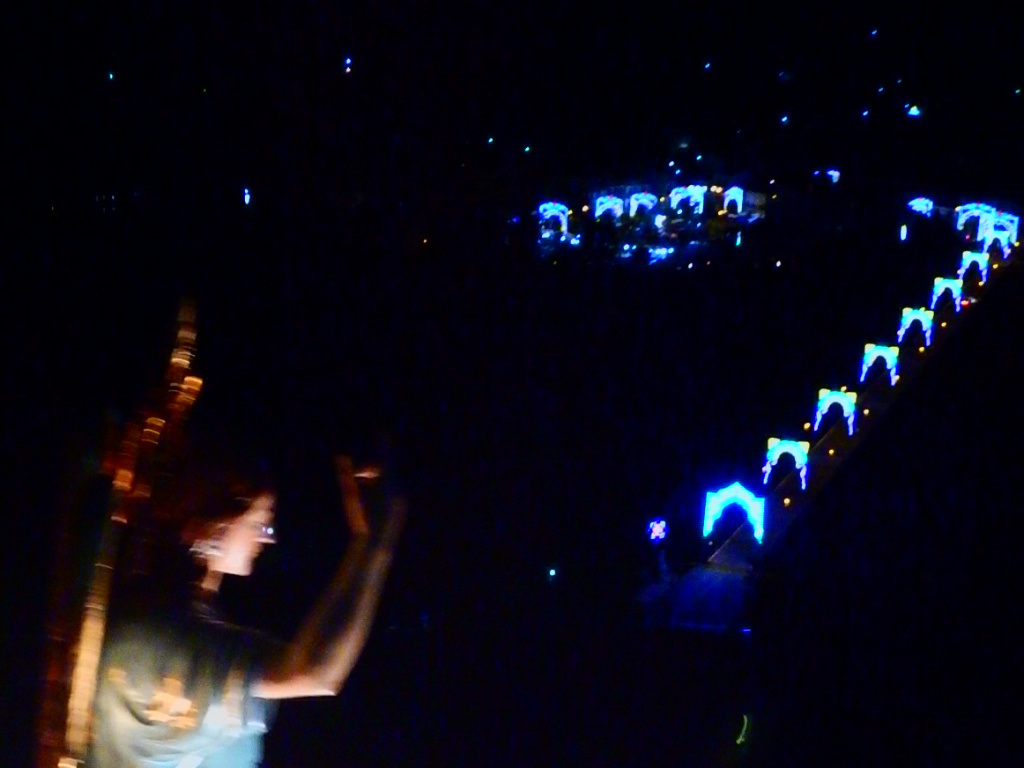
Anioł Stróż, patronki Fondachelli-Fantina, obchodzone w drugą niedzielę lipca

Według danych na rok 2004 gminę zamieszkiwały 1234 osoby, 30,1 os./km².